# Balitora nigrocorpa
Balitora nigrocorpa е вид лъчеперка от семейство Balitoridae.

## Разпространение
Видът е разпространен във Виетнам.